# Jesodot
Jesodot (hebrejsky יְסוֹדוֹת, doslova „Základy“, v oficiálním přepisu do angličtiny Yesodot) je obec typu mošav v Izraeli, v Centrálním distriktu, v Oblastní radě Nachal Sorek.

## Geografie
Leží v nadmořské výšce 98 metrů v hustě osídlené a zemědělsky intenzivně využívané pobřežní nížině (region Šefela). Jižně od vesnice protéká potok Sorek, do kterého sem od severovýchodu ústí vádí Nachal Šacham.
Obec se nachází 20 kilometrů od břehu Středozemního moře, cca 30 kilometrů jihovýchodně od centra Tel Avivu, cca 35 kilometrů západně od Jeruzalému a 7 kilometrů východně od okraje města Gedera. Jesodot obývají Židé, přičemž osídlení v tomto regionu je etnicky převážně židovské.
Jesodot je na dopravní síť napojen pomocí dálnice číslo 3. Západně od vesnice probíhá dálnice číslo 6, podél níž vede také železniční trať Tel Aviv-Beerševa. Další trať míjí mošav na východní straně. Jde o železniční trať Tel Aviv-Jeruzalém. Nedaleko vesnice se tu na ní nachází bývalá železniční stanice Vádí al-Surar (známá též jako stanice Nachal Sorek), nyní nepoužívaná pro osobní přepravu.

## Dějiny
Jesodot byl založen v roce 1948. Prvními osadníky byla skupina Židů z Evropy přeživších holokaust. Zřízení vesnice iniciovala ultraortodoxní organizace Agudat Jisra'el a šlo o její druhou zemědělskou osadu zbudovanou v dnešním Izraeli. Byla osídlena během války za nezávislost, kdy bylo dojednáno dočasné příměří, jež využili Izraelci k demografickému posílení svých pozic v strategickém regionu na přístupu z pobřežní nížiny k Jeruzalému. Nová osada měla chránit nově zřízené silniční spojení s Jeruzalémem (takzvaná Barmská cesta).
Židovští vesničané se zde usadili v prostoru vysídlené arabské vesnice Umm Kalcha, jež tu stávala až do války za nezávislost. Nacházela se přímo na místě nynějšího mošavu. Šlo o malou osadu. Roku 1931 měla 24 obyvatel a 6 domů. Počátkem války byla tato oblast v dubnu 1948 ovládnuta židovskými silami a arabské osídlení zde skončilo. Zástavba vesnice pak byla zcela zbořena.
Jméno mošavu Jesodot je inspirováno citátem z biblické Knihy Izajáš 51,16 - „Vložil jsem ti do úst svá slova, přikryl jsem tě stínem své ruky, jako stan jsem roztáhl nebesa a položil základy země, a řekl jsem Sijónu: ‚Ty jsi můj lid“
Místní ekonomika je založena na zemědělství (plocha obdělávaných pozemků dosahuje 5000 dunamů - 5 kilometrů čtverečních). Funguje tu i průmysl (výroba součástek pro klimatizace). V obci jsou k dispozici zařízení předškolní výchovy dětí, základní škola a ješiva.
Severně od Jesodot byla v roce 2010 založena (a roku 2013 osídlena) nová vesnice Necer Chazani, která je určena pro náhradní ubytování pro židovské rodiny, které byly v roce 2005 vysídleny kvůli plánu jednostranného stažení z pásma Gazy.

## Demografie
Podle údajů z roku 2014 tvořili naprostou většinu obyvatel v Jesodot Židé (včetně statistické kategorie "ostatní", která zahrnuje nearabské obyvatele židovského původu ale bez formální příslušnosti k židovskému náboženství).
Jde o menší obec vesnického typu s dlouhodobě rostoucí populací. K 31. prosinci 2014 zde žilo 893 lidí. Během roku 2014 populace stoupla o 12,6 %.
| Rok            | 1948 | 1961 | 1972 | 1983 | 1995 | 2001 | 2003 | 2004 | 2005 | 2006 | 2007 | 2008 | 2009 | 2010 | 2011 | 2012 | 2013 | 2014 |
| -------------- | ---- | ---- | ---- | ---- | ---- | ---- | ---- | ---- | ---- | ---- | ---- | ---- | ---- | ---- | ---- | ---- | ---- | ---- |
| Počet obyvatel | 106  | 293  | 246  | 313  | 406  | 354  | 362  | 377  | 393  | 434  | 446  | 482  | 413  | 457  | 502  | 763  | 793  | 893  |